# David Haydn
David Haydn (* 3. April 1981 in Falkirk, Schottland) ist ein britischer Theater- und Filmschauspieler sowie Musicaldarsteller.

## Leben
Bis zu seinem 16. Geburtstag interessierte sich Haydn wenig für das Schauspiel und verbrachte seine Freizeit mit der Ausübung verschiedener Sportarten wie Fußball, Rugby oder Golf. Um eine Woche vom Schulalltag entfliehen zu können und da der Cast überwiegend weiblich besetzt war, schloss er sich der Schultheatergruppe an und übernahm die Rolle des Cookie im Stück Return to the Forbidden Planet. Aufgrund dieser Erfahrung schloss er sich dem Ensemble des Falkirk Youth Theatre, den Apollo Players in Glasgow und dem Stageworx in Stirling an. Dank dieser Vorkenntnisse wurde er mit 22 Jahren auf der Schauspielschule Guildford School of Acting (GSA) aufgenommen und spezialisierte sich dort auf das Musiktheater. Nach drei Jahren schloss er sein Studium mit erstklassigen Leistungen ab und erhielt das Tim Combe-Stipendium.
Nach seinem Abschluss an der GSA wurde er 2007 für eine Rolle des Stücks The Irish Curse besetzt. Es folgte eine Tournee durch das Vereinigte Königreich unter anderen mit dem Stück Jamie the Saxt, das dort seine Premiere feierte. Es folgten internationale Aufführungen in Kalifornien, Dubai und Toronto, sowie Besetzungen in dem Musical The Burnt Part Boys im Park Theatre. Jüngere Theaterbesetzungen hatte er als Archie Craven in The Secret Garden im Barn Theatre. Haydn ist in London wohnhaft.
Er debütierte 2004 im Kurzfilm Descending from the Top als Filmdarsteller. 2008 und 2012 folgten zwei weitere Rollen in Kurzfilmen. 2013 übernahm er die männliche Hauptrolle des Aedin in dem Fantasyfilm Paladin – Die Krone des Königs. 2015 folgte eine Rolle in The Trap, 2017 hatte er eine Besetzung in Retribution. 2018 verkörperte er in fünf Episoden der Fernsehserie Age of the Living Dead die Rolle des Prime Minister Adams. 2019 hatte er eine Nebenrolle im Musicalfilm Kinky Boots: The Musical.

## Filmografie
- 2004: Descending from the Top (Kurzfilm)
- 2008: Two Strangers (Kurzfilm)
- 2012: Kundalini (Kurzfilm)
- 2013: Paladin – Die Krone des Königs (The Crown and the Dragon)
- 2015: The Trap
- 2017: Retribution
- 2018: Age of the Living Dead (Fernsehserie, 5 Episoden)
- 2019: Kinky Boots: The Musical

## Theater (Auswahl)
- 2007: The Irish Curse, Regie: Stephen Henry (Edinburgh/Dublin Festival)
- 2008: Jamie the Saxt, Regie: Rae Mcken (Finborough Theatre)
- 2009: Beak Street, Regie: Ken McClymont (Tabard Theatre)
- 2009: Stones in His Pockets, Regie: John Payton (Popular Productions)
- 2010: When Harry Met Sally, Regie: John Payton (Popular Productions)
- 2010: Cat on a Hot Tin Roof, Regie: James Newman (Santa Rosa Summer Rep Theatre)
- 2016: Gaslight, Regie: David Gilmore (Paul Elliott Limited)